# Système de désignation des appareils de l'United States Army de 1956
Le système de désignation des appareils de l'United States Army de 1956 a été adopté par l'Armée des États-Unis en 1956, afin de remplacer le système de désignation utilisée par l'United States Army Air Corps qui était devenu l'United States Air Force, en 1948. il a été utilisé jusqu'à ce que le système unifié de désignation tri-service pour l'ensemble des forces armées américaines entre en vigueur en 1962.

## Liste des désignations et utilisation
AC - Airplane, Cargo (avion cargo)
- AC-1 De Havilland Canada Caribou, est devenu CV-2 en 1962 avec le système de désignation tri-service[1].

AO - Airplane, Observation (avion d'observation)
- AO-1 Grumman Mohawk - est devenu l'OV-1 en 1962[2].
- AO-2 Goodyear Inflatoplane[2]
- AO-3 Goodyear Inflatoplane[2]

AU - Airplane, Utility (avion utilitaire)
- AU-1 non utilisé, mais réservé au De Havilland Canada DHC-3 Otter - est devenu U-1 en 1962[3].

HC - Helicopter, Cargo (hélicoptère cargo)
- HC-1A Vertol Modèle 107 - est devenu le H-46 en 1962[4].
- HC-1B Boeing Vertol Modèle 114 - est devenu le H-47 en 1962[4].

HO - Flying Platform (platforme volante)
- HO-1 Hiller VZ-1 Pawnee, est devenu le VZ-1
- YHO-1 De Lackner HZ-1 Aerocycle, est devenu le HZ-1

HO - Helicopter, Observation (hélicoptère d'observation)
- YHO-1 Sud-Ouest Djinn[4]
- HO-2 Hughes 269[4]
- HO-3 Brantly B-2[4]
- HO-4 Bell 206 - est devenu le H-4, en 1962[4].
- HO-5 Fairchild Hiller FH-1100 - est devenu le H-5 en 1962[4].
- HO-6 Hughes 369M - est devenu le H-6 en 1962[4].

HZ - Helicopter, Experimental
- De Lackner HZ-1 Aerocycle

HU - Helicopter, Utility (hélicoptère utilitaire)
- HU-1 Bell UH-1 Iroquois - est devenu le H-1 en 1962[4].

VZ - Vertical Takeoff and Landing Research (VTOL de recherche)
- VZ-1 Hiller VZ-1 Pawnee[5]
- VZ-2 Vertol VZ-2[5]
- VZ-3 Ryan VZ-3 Vertiplane[5]
- VZ-4 Doak VZ-4[5]
- VZ-5 Fairchild VZ-5[5]
- VZ-6 Chrysler VZ-6[5]
- VZ-7 Curtiss-Wright VZ-7[5]
- VZ-8 Piasecki VZ-8[5]
- VZ-9 Avro Canada VZ-9[5]
- VZ-10 Lockheed VZ-10 Colibri - est devenu le V-4 en 1962[5].
- VZ-11 Ryan VZ-11 Vertifan - est devenu le V-5 en 1962[5].
- VZ-12 Hawker Siddeley P. 1127 - pas utilisé[5].